# Anita Poddębniak
Anita Poddębniak (ur. 2 września 1960 w Łodzi) – polska aktorka teatralna i filmowa.

## Życiorys
Występowała w następujących teatrach:
- Teatr Dramatyczny im. Jerzego Szaniawskiego w Wałbrzychu
- Teatr Dramatyczny w Legnicy
- Teatr im. Heleny Modrzejewskiej w Legnicy

## Życie prywatne
Była żona aktora Janusza Chabiora.

## Filmografia
- 1998: Dom Pirków
- 2002–2010: Samo życie − wychowawczyni klasy w Liceum Ogólnokształcącym w Warszawie
- 2003: Królowa chmur − uczestniczka blokady
- 2005–2006: Na dobre i na złe − Maria Wrotna (odc. 243 i 244)
- 2005: Doskonałe popołudnie − Marta, partnerka Piotrusia Jabłeckiego
- 2006: Będziesz moja − Wanda
- 2007–2008: Fala zbrodni (odc. 100 i 101)
- 2008: Mała Moskwa − sprzątaczka w sali prób (odc. 2)
- 2008: Mała Moskwa − sprzątaczka w sali prób
- 2008–2009: BrzydUla − Matusiak, matka Kingi
- 2009: Wesołych świąt − pani Krysia
- 2009: Rajskie klimaty − kierowniczka schroniska dla bezdomnych
- 2010: Powiedz prawdę, przecież cię nie biję − matka
- 2010: Maraton tańca − Jadźka Bielska, matka Mietka
- 2010: Chrzest − Leśniakowa, żona dłużnika
- 2010: Kret − Jola, siostra Zygmunta
- 2008; od 2010: Pierwsza miłość − 2 role: Olka, kobieta „migająca” przed Zakładem Karnym we Wrocławiu; Dorota Makowska, wdowa po młynarzu z Wadlewa
- 2011: Głęboka woda − pedagog (odc. 2)
- 2012: Dzień kobiet − Krystyna Tondera
- 2013: Chce się żyć − starsza opiekunka w ośrodku
- 2014: Ranczo (serial telewizyjny) – baba (odc. 100)
- 2014: Pies (etiuda szkolna) – Marzena
- 2014: Pani z przedszkola – pani Hania
- 2014: Miasto 44 – kobieta na placu Krasińskich
- 2014: Letnie przesilenie – kucharka Teresa
- 2016: Szczęście świata – pielęgniarka
- 2017: Pokot – obsada aktorska
- 2017: O mnie się nie martw – Kołecka, matka Marzeny (odc. 79)
- 2020: Obsesja Eve – Milena, (odc. 20)
- 2024: Lany poniedziałek – babcia Klary i Marty

## Teatr Telewizji
Wystąpiła w kilku spektaklach Teatru Telewizji. Ma na koncie m.in. rolę Ireny, matki Bogusia w spektaklu „Made in Poland” (2005 r.).

## Nagrody i odznaczenia
- „Brązowa Iglica” w plebiscycie na najpopularniejszego aktora wrocławskiego (1995)